# Ponte di Glienicke
Il ponte di Glienicke (in tedesco: Glienicker Brücke) è un ponte stradale di Berlino che supera il fiume Havel collegando le città di Potsdam e di Berlino; prende il nome dal centro abitato di Klein Glienicke, che si trova poco distante.

## Storia
Iniziato nel 1904, fu completato nel 1907. Distrutto nel corso della seconda guerra mondiale, fu ricostruito nell'immediato dopoguerra e riaperto al pubblico nel 1949 con il nome di "ponte dell'Unità". Nel 1961 fu chiuso al traffico, essendo posto sulla linea di demarcazione fra Berlino Ovest e la Germania Est e alle due estremità del ponte furono collocati due posti di controllo dei militari delle due parti. Con la caduta del muro di Berlino fu definitivamente riaperto al transito il 10 novembre 1989. Il manufatto è conosciuto soprattutto con il soprannome di "ponte delle spie", in quanto durante il periodo della guerra fredda fu il luogo in cui avvennero alcuni scambi di spie concordati fra la NATO e il Patto di Varsavia.

### Il "ponte delle spie"

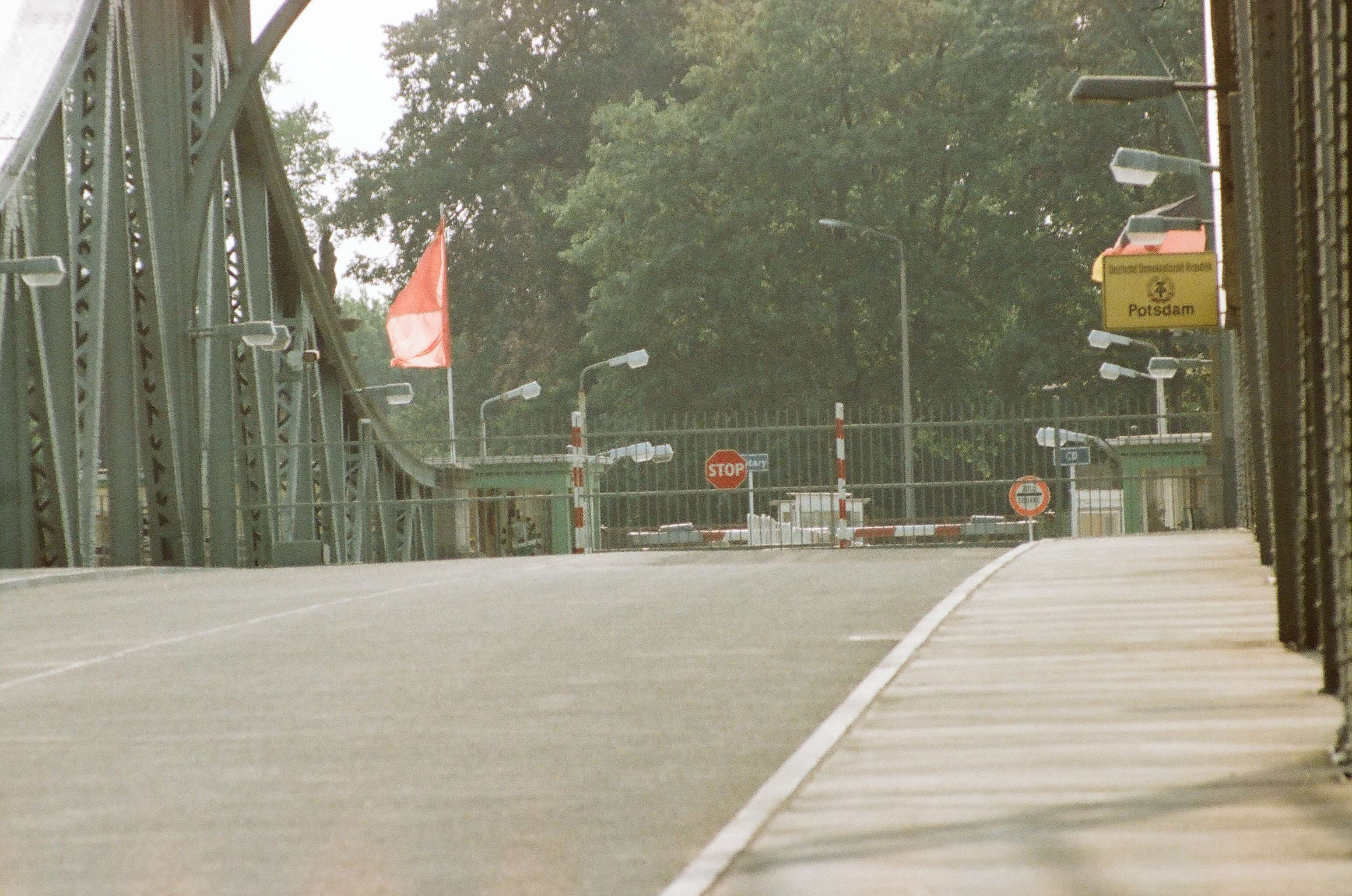
Vista del lato appartenente alla Germania Est all'epoca della guerra fredda

L'Unione Sovietica e gli Stati Uniti d'America, durante il periodo della guerra fredda, usarono per molto tempo il ponte per scambiarsi le rispettive spie prigioniere e per questo motivo il ponte fu soprannominato il "ponte delle spie". Era un ponte speciale, in quanto era di solo controllo sovietico sul lato della DDR e non vi erano truppe tedesco orientali, a differenza degli altri checkpoint.
Il primo scambio di prigionieri avvenne il 10 febbraio 1962. Il colonnello Rudol'f Abel', nota spia russa, fu liberato in cambio del pilota statunitense Francis Gary Powers, catturato in Unione Sovietica dopo essere stato abbattuto nel 1960 con il proprio aereo Lockheed U-2 durante una missione di spionaggio nei cieli russi, e dello studente statunitense Frederic Pryor. Un altro scambio avvenne l'11 giugno 1985, quando furono liberati 23 agenti operanti per i servizi segreti statunitensi in cambio dell'agente polacco Marian Zacharski e di altre tre spie sovietiche catturate in Occidente.

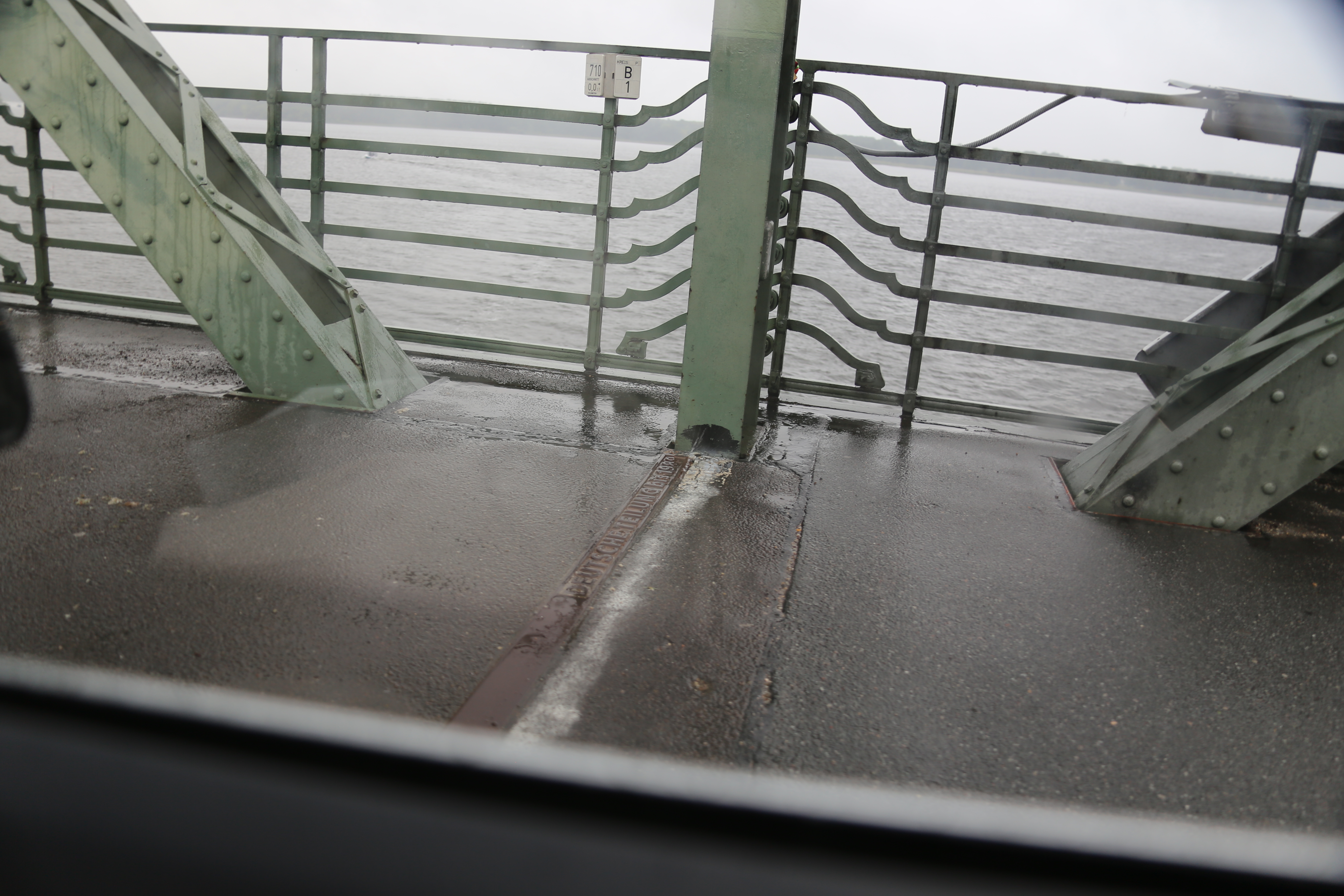
Metà del ponte, segno del confine tra le due Germanie e punto usato per lo scambio dei prigionieri

L'ultimo scambio avvenne l'11 febbraio 1986 e fu l'unico reso pubblico a seguito di un servizio delle televisioni occidentali. Anatolij Ščaranskij, noto prigioniero politico russo, e tre agenti dei servizi occidentali furono scambiati con Karl Koecher e altre quattro spie del KGB.

## Nella cultura di massa
Il ponte di Glienicke compare in una serie di racconti ambientati nella guerra fredda: è, ad esempio, il luogo in cui si svolge la scena finale di Tutti gli uomini di Smiley, in cui Karla si consegna ai servizi segreti britannici.
Lo stesso autore lo aveva citato altre volte: dal suo romanzo Funerale a Berlino, nel 1966, era stato tratto il film britannico di spionaggio, con l'attore Michael Caine che lo attraversa. [In questa frase ci sono due errori: il romanzo Tutti gli uomini di Smiley, citato nella frase precedente, è di John Le Carré; il romanzo Funerale a Berlino è di Len Deighton. Nel film omonimo, tratto dal romanzo, l'attore Michael Caine, che interpreta il ruolo del protagonista, non attraversa il ponte, è invece il finto funerale, quello cui fa riferimento il titolo, ad attraversarlo.] 
Il ponte è presente anche nel film di Steven Spielberg Il ponte delle spie girato nel 2015.
Inoltre, sul ponte è stato girato lo spot Pizza Ristorante di Cameo/Dr.Oetker nel 2000, spot che è andato in onda fino al 2012.